# El Abadengo

Situació de la comarca d'El Abadengo a la província de Salamanca.

El Abadengo és una comarca de la província de Salamanca (Castella i Lleó). Els seus límits no es corresponen amb una divisió administrativa, sinó amb una denominació històric-tradicional i geogràfica. Comprèn 14 municipis: Ahigal de los Aceiteros, Bañobárez, Bermellar, Bogajo, Cerralbo, Fuenteliante, La Fregeneda, Hinojosa de Duero, Lumbrales, Olmedo de Camaces, La Redonda, San Felices de los Gallegos, Sobradillo i Villavieja.